# 切瑟 (狗)
切瑟，又譯作追擊者（Chaser，2004年4月28日- 2019年7月23日）是一隻雌性边境牧羊犬，牠被測試出來的記憶力是所有非人類動物中最強的。切瑟從8周大時便在位於南卡羅萊納州斯帕坦堡的家中與約翰·W·皮利教授一起工作，直到2018年6月皮利去世。皮利於這段期間在一個正式的研究專案中訓練牠。切瑟可藉由辨識玩具名稱並找回的玩具達1022個之多。
切瑟是皮利的妻子薩莉送給皮利的76歲生日禮物。 她說：「她八週大的時候到我這裡，從那以後就一直和我們在一起。」，「有一天，我們和牠在前院玩，有一輛紅色吉普車快速經過我們，牠就追著車飛奔出去，於是我們決定將牠取名為切瑟（Chaser）。」
2021年11月，切瑟被任命為斯巴坦堡社區學院（Spartanburg Community College）的官方吉祥物，這是該學院史上的第一個吉祥物 

## 背景
切瑟擁有所有非人類動物中最大的測試記憶。牠由韋恩·韋斯特 （Wayne West）在他位於南卡羅萊納州波林（Pauline）的弗林特山農場 (Flint Hill Farms) 所育種而成。牠是由其飼主，也是伍夫德學院心理學名譽教授的皮利教授訓練，這項正式研究發表在愛思唯爾的期刊《行為過程》和《學習與動機》上。  

## 記憶學習
切瑟可以以名稱辨識並取回1022個玩具，這是皮利於2004年6月28日所發起的一項長達數年的研究工作之成果，皮利記錄了切瑟詞彙量隨時間增加情形，里程碑如下：5個月大時50個單字，7.5個月大時200個單字，1.5歲時700個單字，3歲時1000+個單字。
切瑟在5個月大時開始理解目標對象是有名字的。至此，牠已經能夠在一次試驗中把一個新對象和一個新名字配對起來，不過要記入長期記憶還需要重複排練。切瑟能認出如房子、樹和球等常見名詞，以及副詞、動詞和介詞賓語。在此基礎上，皮利繼續對牠進行訓練，證明牠有能力理解涉及多種文法元素的句子，並有能力透過模仿來學習新的行為。
切瑟還可以通過「排除推理」來學習新單字，也就是排除已知名稱的對象來推斷新對象的名稱。

## 過世
2018年6月17日，皮利於南卡羅來納州斯帕坦堡過世。他因在犬類認知方面的研究而被公認是教授和科學家，最新和最突出的例子即切瑟。
皮利過世後，切瑟跟著皮利的妻子Sally以及他們的成年女兒黛布·皮利·比安奇（Deb Pilley Bianchi）和羅賓·皮利一起住。一年後，也就是2019年7月23日，切瑟在她位於南卡羅來納州斯帕坦堡的家中因自然原因去世，去世時15歲。家人在Facebook貼文中向切瑟致敬：「我們……在她往世時陪伴著她，那是平靜、美麗、安靜的。她一直過得很好，幾週前，她開始迅速走下坡路……她與皮利的另一隻狗一起埋葬，並撒上約翰·皮利的骨灰。」
參與訓練和照顧切瑟的黛布·皮利·比安奇正在完成一本書她在約翰·皮利去世前一起寫這本書，書名是「A World of Chasers」。